# 黄星蝗
黄星蝗（学名：Aularches miliaris），是黄星蝗属下的单型种，该属为锥头蝗科的一个属。

## 下属物种
本属包括以下物种：
- 黄星蝗 Aularches miliaris (Linnaeus, 1758)
  - Aularches miliaris scabiosus (Fab.)